# Hochstift Cambrai
Das Hochstift Cambrai (Kammerich), ab 1559 Erzstift, war von 1007 bis 1802 der weltliche Herrschaftsbereich der Bischöfe bzw. Erzbischöfe von Cambrai.

## Geschichte
Um 500 oder am Ende des 6. Jahrhunderts entstand das Bistum Cambrai als Suffragandiözese des Erzbistums Reims. Bei den Teilungen des Fränkischen Reiches nach dem Tod Karls des Großen kam das Gebiet des Bistums Cambrai zu Lothringen und später zum Heiligen Römischen Reich.
Im Jahre 1007 wurde den Bischöfen von Heinrich II. die Grafschaft Cambrai als Reichslehen übertragen. Dies war der Beginn des Hochstifts Cambrai. Zeitweise übten die Grafen von Flandern die Schutzherrschaft über das Hochstift aus. Die Stadt Cambrai wehrte sich seit 1077 gegen die bischöfliche Herrschaft und wurde im Hochmittelalter freie Reichsstadt.
Erste Versuche, das Hochstift an Frankreich anzugliedern, fielen in das Jahr 1298 unter König Philipp IV. Auf dem Höhepunkt der burgundischen Macht im Spätmittelalter waren die Bischöfe meist Verwandte der burgundischen Herzöge. Seit 1439 beanspruchte Burgund die Schutzherrschaft über das Hochstift. Maximilian I. erhob die Grafschaft Cambrai 1510 zum Herzogtum. Der weltliche Titel des Bischofs lautete seither (auch noch in französischer Zeit): duc de Cambrai, prince du S. Empire, comte de Cambrai.
In der Reichsmatrikel von 1521 ist der Bischof mit einem zu stellenden Kontingent von 22 Mann zu Pferd und 82 Mann zu Fuß eingetragen. Das Land war eingeteilt in 12 Pairien.
Im Jahr 1559 wurde das Bistum Cambrai zum Erzbistum erhoben. Das Hochstift, nunmehr Erzstift, gehörte dem Niederrheinisch-Westfälischen Reichskreis an. Aber bereits 1541 galt Cambrai als nicht mehr festes Mitglied des Reichskreises. Ungeklärt blieb das Verhältnis zum Burgundischen Reichskreis.
Frankreich versuchte immer wieder vergeblich, das Gebiet für sich zu gewinnen. Erst im Frieden von Nimwegen 1678/79 fiel es an Frankreich.